# Hallas
En el universo imaginario de J. R. R. Tolkien y en la obra Cuentos inconclusos de Númenor y la Tierra Media, Hallas es el decimotercer Senescal Regente de Gondor. Nacido en el año 2480 de la Tercera Edad del Sol, en Minas Tirith y es hijo de Cirion. Sucedió a su padre en 2567 T. E. Su nombre es sindarin y puede traducirse como «velo de hojas».
Fue uno de los testigos privilegiados del Juramento de Eorl, puesto que acompañó a su padre ante la tumba de Elendil cuando se realizó la cesión de los territorios de Calenardhon a los Éothéod. Fue el que bautizó a estos Hombres del Norte como rohirrim y a su territorio como Rohan, que en el particular sindarin de Gondor significa «pueblo de los caballos» y «marca de los jinetes», respectivamente.
Durante su reinado, el peligro de los Balchoth no había sido exterminado del todo, por lo que frecuentemente ayudó a los rohirrim en las numerosas batallas menores contra estos. También tuvo que enfrentar a los Corsarios de Umbar que asolaban las costas del sur de Gondor.
Muere en el año 2605 T. E., tras 38 años de reinado y 125 de vida. Es sucedido por su hijo Húrin